# Statua di Martino V
La Statua di Martino V è una scultura in marmo di Jacopino da Tradate, databile al 1424 e conservata nel Duomo di Milano.
L'opera venne eretta per volontà del duca di Milano Filippo Maria Visconti a ricordo della visita del pontefice nel 1418 e collocata nella seconda campata del deambulatorio.